# 愛の挨拶
『愛の挨拶』（あいのあいさつ、フランス語：Salut d'amour）作品12は、イギリスの作曲家エドワード・エルガーが作曲した楽曲。

## 概要
1888年にキャロライン・アリス・ロバーツとの婚約記念に贈った曲で、エルガーの作品中では初期のものである。タイトルは当初、ドイツ語を得意としていたアリスのために “Liebesgruss” （意味は同じ）と名付けられたが、出版に際して出版社からフランス語に変更を求められ、“Salut d'amour” としたものである。なお、英語タイトルは "Love's Greeting" という。楽譜の売れ行きは好調だったものの、エルガーには数ポンドの収入しかもたらさなかった。まだ、エルガーはこの時期には厳しい生活環境だったという。
元々エルガーのピアノの生徒であったアリスは8歳年長（当時39歳）であり、宗教の違い（エルガーはカトリック、アリスはプロテスタント）や、当時はまだ無名の作曲家と陸軍少将の娘という身分格差から、アリスの親族は2人の仲を認めなかったため、反対を押し切っての結婚であった。
エルガーはピアノ独奏用、ピアノとヴァイオリン用、小編成の管弦楽などいくつかの版を残した。他にも各種の編曲がなされ、エルガーの作品の中では行進曲『威風堂々』第1番や第4番に並んで有名な部類に入る。優美な曲想が幅広い支持を集めている。
ホ長調、4分の2拍子のシンコペーションで緩やかに始まり、有名な旋律が現れる。中間部はト長調の簡明な展開。すぐにホ長調主題が再現し、コーダで多少高揚があって終結する。

こんにち、日本人演奏家の間でも人気の高い小品の一つである。ヴァイオリン版では、原曲のホ長調(E dur)で演奏される場合は高度な音程技術が要されるため、開放弦を用いる事で技術的に容易となるニ長調(D dur)で演奏される事も多い。チェロ版はニ長調。なお編曲の際にはしばしば移調される。